# Monniotus radiatus
Monniotus radiatus är en sjöpungsart som beskrevs av Kott 1992. Monniotus radiatus ingår i släktet Monniotus och familjen Protopolyclinidae. Inga underarter finns listade i Catalogue of Life.